# The Crystals
The Crystals bile su newyorška ženska vokalna skupina iz prve polovice 1960-ih. U razdoblju 1961. – 1964. objavile su sljedeće uspješnice po kojima ih pamte i danas; "Uptown", "He's A Rebel", "Da Doo Ron Ron (When He Walked Me Home)" i "Then He Kissed Me", sve snimljene pod producentskom palicom Phil Spectora. 

## Povijest sastava
Ranih 1960-ih, Barbara Alston, Mary Thomas, Dolores "Dee Dee" Kenniebrew, Myrna Girard i Patricia "Patsy" Wright, osnovale su vokalni ženski sastav (što je tada bilo dosta popularno) - The Crystals, uz pomoć Bennyja Wellsa, Barbarinog ujaka. 
Ubrzo nakon osnutka ovaj ženski kvintet potpisao je ugovor s glazbenim producentom Phil Spectorom za njegovu izdavačku kuću Philles Records. Barbara Alston odabrana je za solisticu, makar je imala veliku tremu od nastupa pred velikim gledalištem.
Prva uspješnica bila im je pjesma iz 1961. godine "There's No Other (Like My Baby)", koja je dogurala do 20 mjesta, napisana od strane Spectora i Leroy Batesa. Ta ploča bila je i prvijenac izadavačke kuće Phil Spectora - Philles Records.
Pjesma skladatelja Barryja Manna i Cynthije Weil "Uptown" bila je sljedeći hit sastava. Zatrudnjelu članicu Girard, zamijenila je Dolores "LaLa" Brooks.
Sljedeći singl sastava iz 1962. godine "He Hit Me (And It Felt Like a Kiss)" (autora; Carole King i Gerryja Goffina) nije doživio uspjeh prethodnih pjesama.
Ubrzo nakon neuspjeha singla "He Hit Me", producent i manadžer sastava Phil Spector počeo je raditi s pjevačicom Darlene Love i njezinim pratećim sastavom The Blossoms, tako je snimio pjesmu Gena Pitneya "He's a Rebel" pod istim imenom "The Crystals". Ova zamjena originalnih članica sa supstitutom iz Los Angelesa, jer tamo je snimljena ploča, nije baš potpuno jasna ni danas. Ali ovaj iznenadni Spectorov potez donio je sastavu The Crystals najveću uspješnicu jer je to postao #1 hit u americi. Sljedeći singl, "He's Sure the Boy I Love" (također su izvele Darlene Love i The Blossoms) ova pjesma popela se na #11 Billboardove ljestvice.
Prave The Crystals snimile su 1963. godine singl "Da Doo Ron Ron" i to kao kvartet jer ih je napustila i Mary Thomas, ali taj singl snimile su i Darlene Love i The Blossoms. Zatim su originalne The Crystals snimile "Then He Kissed Me" pjesmu Spectora, Jeff Barryja i Ellie Greenwich, pjesmu koja je postala hit.
1964. godine narasle su tenzije i nesporazumi između članica sastava The Crystals i njihovog producenta i manadžera Phila Spectora, pored svega ostalog tome je doprinijela i činjenica da je Spector počeo puno više pažnje posvećivati jednoj drugom ženskom sastavu The Ronettes. A tu su bili i fininacijski problemi, jer je Spector prisvojio i neka autorska prava članica sastava.
Nakon raskida sa Spectorom 1964. godine, sastav The Crystals potpisao je za izdavačku kuću United Artists Records. Te godine sastav je napustila i Wright, koju je zamijenila Frances Collins, nakon nje sastav je napustila osnivačica Alston, i tako su The Crystals postale trio te snimile dvije ploče za United Artists; My Place i You Can't Tie a Good Girl Down. Sastav je išao silaznom putanjom do 1967. godine kad se definitivno raspao. 
Nanovo se okupio 1971. i od tada djeluje do danas, ali s vrlo izmijenjenim sastavom, jedino je Kenniebrew preostala iz originalne postave.

## Diskografija

### Albumi
- 1962: Twist Uptown
- 1963: He's a Rebel

9 od 12 pjesama na LP "He's A Rebel" pojavljuju se i na LP "Twist Uptown"

### Komplilacijski albumi
- 1963: The Crystals Sing the Greatest Hits, Volume 1
- 1992: The Best of the Crystals

## Singlovi

### S Barbarom Alston kao solisticom
- 1961: "There's No Other (Like My Baby)" (SAD #20)
- 1962: "Uptown" (SAD #13)
- 1962: "He Hit Me (And It Felt Like a Kiss)"

### S Darlene Love kao solisticom
- 1962: "He's a Rebel" (SAD #1, UK #19)
- 1963: "He's Sure the Boy I Love" (SAD #11)

### S Dolores "LaLa" Brooks kao solisticom
- 1963: "Da Doo Ron Ron (When He Walked Me Home)" (SAD #3, UK #5)
- 1963: "Then He Kissed Me" (SAD #6, UK #2)
- 1964: "I Wonder" (UK #36)
- 1964: "Little Boy" (SAD #92)
- 1964: "All Grown Up" (SAD #98)

## Vanjske poveznice
- Službene stranice The Crystals - obnova sastava  Arhivirana inačica izvorne stranice od 1. prosinca 2012. (Wayback Machine)
- The Crystals - životopis I.
- The Crystals - životopis II.